# ぼくらマンガ家 トキワ荘物語
『ぼくらマンガ家 トキワ荘物語』（ぼくらマンガかトキワそうものがたり）は、1981年にフジテレビ系列の『日生ファミリースペシャル』で放送された単発テレビアニメである。

## 概要
東京・椎名町に所在するアパート「トキワ荘」に入居し、後年一世を風靡する作品を手掛けた漫画家達の青春群像を描いた作品。本作では、石森章太郎、藤子不二雄（藤本弘、安孫子素雄）、赤塚不二夫の4名を中心に描かれていた。
キャラクターデザインは石森章太郎が手掛け、監督はやはりトキワ荘住人の一人で、アニメーターである鈴木伸一が担当した。また劇中では、住人が手掛けた漫画のキャラクターが、狂言回し役や通行人役として端役出演するというお遊びもある。その中には、当時他局（テレビ朝日）で放送中だったドラえもん、怪物くんのキャラクターが登場した（オリジナル版と声優は異なる）。

## 放送日時
- 1981年10月3日19時30分 - 20時54分（JST）

## 登場漫画家
- 石森章太郎[注釈 1]
- 藤子不二雄
  - 藤本弘[注釈 2]
  - 安孫子素雄[注釈 3]
- 赤塚不二夫
- 寺田ヒロオ
- 森安なおや
- 鈴木伸一
- よこたとくお
- 長谷邦夫
- つのだじろう
- 園山俊二
- 水野英子
- 横山孝雄

## 登場キャラクター
- スターシステムやクロスオーバーなどで同作者の別作品に登場するキャラクターも多いため、作品の区分は便宜上のもの。

| 作品名                 | キャラクター                 | キャラクター    |
| 石森章太郎作品         | 石森章太郎作品               | 石森章太郎作品  |
| ---------------------- | ---------------------------- | --------------- |
| 『サイボーグ009』      | ゼロゼロ ナンバー サイボーグ | 009             |
| 『サイボーグ009』      | ゼロゼロ ナンバー サイボーグ | 001             |
| 『サイボーグ009』      | ゼロゼロ ナンバー サイボーグ | 003             |
| 『サイボーグ009』      | ゼロゼロ ナンバー サイボーグ | 006             |
| 『サイボーグ009』      | スカール                     |                 |
| 『ボンボン』           | ボンボン                     | ボンボン        |
| 『佐武と市捕物控』     | 佐武                         | 佐武            |
| 『佐武と市捕物控』     | 市                           |                 |
| 『仮面ライダー』       | 仮面ライダー1号              | 仮面ライダー1号 |
| 『さるとびエッちゃん』 | 猿飛エツ子                   | 猿飛エツ子      |
| 『星の子チョビン』     | チョビン                     | チョビン        |
| 藤子不二雄作品         |                              |                 |
| 『オバケのQ太郎』      | Q太郎                        | Q太郎           |
| 『オバケのQ太郎』      | O次郎                        |                 |
| 『オバケのQ太郎』      | ドロンパ                     |                 |
| 『パーマン』           | パーマン1号                  | パーマン1号     |
| 『パーマン』           | パーマン2号                  |                 |
| 『パーマン』           | パーマン3号                  |                 |
| 『怪物くん』           | 怪物くん                     | 怪物くん        |
| 『怪物くん』           | 怪物三人組                   | ドラキュラ      |
| 『怪物くん』           | 怪物三人組                   | 狼男            |
| 『怪物くん』           | 怪物三人組                   | フランケン      |
| 『ドラえもん』         | ドラえもん                   | ドラえもん      |
| 『ドラえもん』         | 野比のび太                   |                 |
| 『ドラえもん』         | 源静香                       |                 |
| 『ドラえもん』         | 剛田武                       |                 |
| エスパー魔美           | 佐倉魔美                     | 佐倉魔美        |
| つのだじろう作品       |                              |                 |
| 『ブラック団』         | ブラック団                   | 可藤骨蔵        |
| 『ブラック団』         | ブラック団                   | タロウ          |
| 『ブラック団』         | ブラック団                   | ジロウ          |
| 『ピュンピュン丸』     | ピュンピュン丸               | ピュンピュン丸  |
| 『ピュンピュン丸』     | チビ丸                       |                 |
| 『ピュンピュン丸』     | ケメ子                       |                 |
| 『ピュンピュン丸』     | さゆり                       |                 |

| 作品名                         | キャラクター                 | キャラクター         |
| 赤塚不二夫作品                 | 赤塚不二夫作品               | 赤塚不二夫作品       |
| ------------------------------ | ---------------------------- | -------------------- |
| 『おそ松くん』                 | 六つ子                       | おそ松               |
| 『おそ松くん』                 | 六つ子                       | チョロ松             |
| 『おそ松くん』                 | 六つ子                       | トド松               |
| 『おそ松くん』                 | 六つ子                       | カラ松               |
| 『おそ松くん』                 | 六つ子                       | 十四松               |
| 『おそ松くん』                 | 六つ子                       | 一松                 |
| 『おそ松くん』                 | チビ太                       |                      |
| 『おそ松くん』                 | イヤミ                       |                      |
| 『おそ松くん』                 | ハタ坊                       |                      |
| 『おそ松くん』                 | デカパン                     |                      |
| 『おそ松くん』                 | ダヨーン                     |                      |
| 『おそ松くん』                 | トト子                       |                      |
| 『ひみつのアッコちゃん』       | 加賀美あつ子                 | 加賀美あつ子         |
| 『天才バカボン』               | バカボンのパパ               | バカボンのパパ       |
| 『天才バカボン』               | バカボン                     |                      |
| 『天才バカボン』               | ハジメ                       |                      |
| 『天才バカボン』               | 目ん玉つながりのおまわりさん |                      |
| 『天才バカボン』               | レレレのおじさん             |                      |
| 『天才バカボン』               | ウナギイヌ                   |                      |
| 『もーれつア太郎』             | ココロのボス                 | ココロのボス         |
| 『もーれつア太郎』             | ココロの子分A助              |                      |
| 『もーれつア太郎』             | ニャロメ                     |                      |
| 『もーれつア太郎』             | ケムンパス                   |                      |
| 『もーれつア太郎』             | べし                         |                      |
| 『レッツラゴン』               | ベラマッチャ                 | ベラマッチャ         |
| 『レッツラゴン』               | ちゃわんむし                 |                      |
| 『レッツラゴン』               | ませり                       |                      |
| その他                         |                              |                      |
| 『レインボー戦隊ロビン』       | ロビン                       | ロビン               |
| 『ファイヤー!』                | アロウ・ブラウニング         | アロウ・ブラウニング |
| 『ハニーハニーのすてきな冒険』 | ハニーハニー                 | ハニーハニー         |
| 『がんばれゴンベ』             | ゴンベ                       | ゴンベ               |
| 『ギャートルズ』               | マンモス                     | マンモス             |

## 声の出演
- 石森章太郎[注釈 1]：富山敬
- 藤本弘[注釈 2]：田中秀幸
- 安孫子素雄[注釈 3]：井上真樹夫
- 赤塚不二夫：森功至
- 寺田ヒロオ：はせさん治
- 鈴木伸一：塩屋翼
- 長谷邦夫：古谷徹
- つのだじろう：塩沢兼人
- 水野英子：杉山佳寿子
- 園山俊二：矢田耕司
- 小野寺由恵：麻上洋子
- おかみ：山本圭子
- 大家：永井一郎
- 編集員：大竹宏
- ナレーター：八奈見乗児

## スタッフ
- プロデューサー：勝田稔男、足立和(フジテレビ)
- 脚本：辻真先
- 監督：鈴木伸一
- 監修：小池一夫
- 演出：福島和美
- 作画監督：香西隆男
- キャラクターデザイン：石森章太郎
- 協力：赤塚不二夫、石森章太郎、園山俊二、つのだじろう、手塚治虫、寺田ヒロオ、長谷邦夫、藤子不二雄、水野英子
- 製作：フジテレビ、東映（東映動画）

## 主題歌
- オープニング「青春水たまり」
- エンディング「なつかしき友よ」
  - 以上 作詞：喜多條忠／作曲：山本厚太郎／編曲：青木望／歌：山本コウタロー

## 映像ソフト化
本作は長期に渡ってビデオ化・LD化はされなかったが、2008年7月2日に発売されたDVD-BOX「石ノ森章太郎 生誕70周年 DVD-BOX」（東映ビデオ）のボーナスディスクに収録され、四半世紀振りに日の目を見た。
これより前、同じく東映ビデオのDVD「東映TVアニメ主題歌大全集 Vol.1」のボーナストラックに、オープニングとエンディングが収録されている。